# Dienaba Sy
Dienaba Sy, née le 27 juin 1995 à Montivilliers, est une joueuse franco-sénégalaise de handball évoluant au poste d'ailière gauche à l'OGC Nice Côte d'Azur Handball.

## Biographie
Dienaba Sy débute le handball à l’âge de 10 ans au HB Octeville-sur-Mer et se fait repérer au point d'intégrer en 2010 l'équipe de France jeunes puis junior.
À Octeville, elle connaît la division 2 pendant deux saisons puis décide de rejoindre à l'intersaison 2014 l'OGC Nice Côte d'Azur Handball où elle signe son premier contrat professionnel en 2017
.
En 2019, elle participe avec le Sénégal au tournoi africain de qualification olympique et obtient une place à un TQO mondial, mais le Sénégal devra renoncer à y participer en mars 2021. Entre-temps, Sy et les Sénégalaises ont participé au Championnat du monde 2019, terminé à la 18e place.

## Palmarès

### En club
compétitions nationales
- vice-championne de France en 2019 (avec OGC Nice)
- finaliste de la Coupe de la Ligue en 2016 (avec OGC Nice)

### En équipe nationale
championnats d'Afrique
- 4e au championnat d'Afrique 2022